# Impactos del cambio climático en la producción de vino
El cambio climático en los últimos tiempos se ha convertido en un tema importante y un tema de conversación a nivel mundial debido a sus efectos sobre el medio ambiente y las repercusiones que esto podría tener o posiblemente tener. Los efectos del cambio climático en la vinicultura (producción de vino) se describen en este artículo.

## Introducción
Las vides (Vitis vinifera) son muy sensibles al entorno que las rodea con una variación estacional en el rendimiento del 32,5 %. El clima es uno de los factores de control clave en la producción de uva y vino, afectando la idoneidad de ciertas variedades de uva para una región en particular, así como el tipo y la calidad del vino producido. La composición del vino depende en gran medida del mesoclima y del microclima y esto significa que para producir vinos de alta calidad, se debe mantener un equilibrio clima-suelo-variedad. La interacción entre clima-suelo-variedad en algunos casos se verá amenazada por los efectos del cambio climático. La identificación de genes que subyacen a la variación fenológica en la uva puede ayudar a mantener un rendimiento constante de variedades particulares en condiciones climáticas futuras.
Los datos climáticos de los últimos 100 años han demostrado que las temperaturas globales están comenzando a aumentar gradualmente con una tendencia lineal de calentamiento de 0,74 ⁰C cada cien años y se prevé que afectará a la viticultura en todo el mundo y tendrá efectos tanto positivos como negativos en la varias regiones vinícolas del mundo. A pesar de las incertidumbres del cambio climático, se prevé que el aumento gradual de la temperatura continúe en el futuro. Esto ha significado que los productores tendrán que adaptarse al cambio climático utilizando diversas estrategias de mitigación.
Al aumento de las temperaturas se suma el aumento en la concentración de dióxido de carbono (CO2) que se espera que continúe aumentando y tenga un efecto en las condiciones agroclimáticas. También se anticipan cambios en la cantidad, distribución y estacionalidad de la lluvia, así como aumentos en el nivel de superficie de radiación ultravioleta UV-B debido al agotamiento de la capa de ozono.

## Aumento de temperatura
Se prevé que la llegada del calentamiento global elevará las temperaturas medias de acuerdo con varios modelos climáticos. Se espera que estos efectos sean más pronunciados en el hemisferio norte y cambiarán los márgenes y la idoneidad para la uva de ciertos cultivares.
De todos los factores ambientales, la temperatura parece tener el efecto más profundo en la viticultura, ya que la temperatura durante el letargo invernal afecta la brotación para la siguiente temporada de crecimiento. Las altas temperaturas prolongadas pueden tener un impacto negativo en la calidad de la uva y del vino, ya que afecta el desarrollo de los componentes de la uva que dan color, aroma, acumulación de azúcar, pérdida de ácidos a través de la respiración así como la presencia de otros. compuestos de sabor que dan a las uvas sus rasgos distintivos. Son favorables las temperaturas intermedias sostenidas y la mínima variabilidad diaria durante los períodos de crecimiento y maduración. Los ciclos de crecimiento anual de la vid comienzan en primavera con la brotación iniciada por temperaturas diurnas constantes de 10 °C. La naturaleza impredecible del cambio climático también puede provocar la aparición de heladas que pueden ocurrir fuera de los períodos invernales habituales. Las heladas causan menores rendimientos y afectan la calidad de la uva debido a la reducción de la fructificación de los cogollos y, por lo tanto, la producción de vid se beneficia de los períodos sin heladas.
Los ácidos orgánicos son esenciales en la calidad del vino. Los compuestos fenólicos como las antocianinas y los taninos ayudan a dar al vino su color, amargor, astringencia y capacidad antioxidante. La investigación ha demostrado que las vides expuestas a temperaturas consistentemente alrededor de 30 °C tenían concentraciones significativamente más bajas de antocianinas en comparación con las vides expuestas a temperaturas consistentemente alrededor de 20 °C. Se encuentra que las temperaturas alrededor o superiores a 35 °C detienen la producción de antocianinas y degradan las antocianinas que se producen. Además, se encontró que las antocianinas estaban correlacionadas positivamente con temperaturas entre 16 y 22 °C desde el envero (cambio de color de las bayas) hasta la cosecha. Los taninos dan al vino astringencia y un sabor de "sequedad en la boca" y también se unen a la antocianina para dar moléculas más estables que son importantes para dar color a largo plazo en los vinos tintos envejecidos. Los altos niveles de taninos se correlacionan positivamente con la clasificación de calidad comercial.[cita requerida]
Dado que la presencia de compuestos fenólicos en el vino se ve muy afectada por la temperatura, un aumento de las temperaturas medias afectará a su presencia en las regiones vitivinícolas y, por tanto, afectará a la calidad de la uva.[cita requerida]

### Variaciones de cultivo
El aumento gradual de las temperaturas conducirá a un cambio en las regiones de cultivo adecuadas. Se estima que el límite norte de la viticultura europea se desplazará hacia el norte de 10 a 30 kilómetros (6,2 a 18,6 mi) por década hasta 2020 con una duplicación de esta tasa prevista entre 2020 y 2050. Esto tiene efectos positivos y negativos, ya que abre las puertas a que se cultiven nuevos cultivares en determinadas regiones, pero a la pérdida de idoneidad de otros cultivares y también puede poner en riesgo la calidad y cantidad de la producción en general.

## Precipitación alterada
También se anticipan patrones de precipitación alterados (tanto anual como estacionalmente) con precipitaciones que varían en cantidad y frecuencia. Los aumentos en la cantidad de lluvia probablemente causarán un aumento en la erosión del suelo; mientras que la falta ocasional de lluvia, en épocas en las que suele ocurrir, puede resultar en condiciones de sequía que provocan estrés en las vides. La lluvia es fundamental al comienzo de la temporada de crecimiento para el desarrollo de la brotación y la inflorescencia, mientras que los períodos secos constantes son importantes para los períodos de floración y maduración.

## Aumento de los niveles de dióxido de carbono
El aumento en los niveles de CO2 probablemente tendrá un efecto sobre la actividad fotosintética en las vides, ya que la fotosíntesis es estimulada por un aumento en el CO2 y se sabe que también conduce a un aumento del área foliar y del peso seco vegetativo. También se cree que el CO2 atmosférico elevado da como resultado el cierre parcial de los estomas que indirectamente conduce a un aumento de la temperatura de las hojas. Un aumento en la temperatura de las hojas puede alterar la relación de la ribulosa 1,5-bisfosfato carboxilasa / oxigenasa (RuBisCo) con el dióxido de carbono y el oxígeno, lo que también afectará las capacidades de fotosíntesis de las plantas. También se sabe que el dióxido de carbono atmosférico elevado disminuye la densidad estomática de algunas variedades de vid.

## Radiación UV
La radiación UV-B también ha alcanzado altos niveles y se sabe que esto afecta la concentración de clorofila y carotenoides, lo que disminuirá la fotosíntesis y puede alterar los compuestos aromáticos. La radiación UV-B también afecta la activación de genes de la vía fitopropanoide, lo que afectará la acumulación de flavonoides y antocianinas y por tanto afectará al color y composición del vino.

## Mitigación
Se han desarrollado sistemas para manipular las temperaturas de las vides. Estos incluyen un sistema sin cámara donde el aire se puede calentar o enfriar y luego soplar a través de los racimos de uva para obtener un diferencial de 10 °C. También se han utilizado mini cámaras combinadas con tela de sombra y láminas reflectantes para manipular la temperatura y la irradiancia. También se encontró que el uso de fundas de polietileno para cubrir cordones y bastones aumenta la temperatura máxima en 5-8 °C y disminuye la temperatura mínima en 1-2 °C.